# Parc d'État Perrot
Le parc d’État Perrot (en anglais : Perrot State Park) est une réserve naturelle située dans l’État du Wisconsin, aux États-Unis. Il se trouve au confluent du Mississippi et du Trempealeau. Il a été baptisé en l’honneur de l’explorateur français Nicolas Perrot, l'un des premiers européens arrivé dans la haute vallée du Mississippi, au XVIIe siècle.